# Littledalea tibetica
Littledalea tibetica là một loài thực vật có hoa trong họ Hòa thảo. Loài này được Hemsl. mô tả khoa học đầu tiên năm 1896.